# Wilkowo Małe
Wilkowo Małe (deutsch Klein Wolfsdorf) ist ein Dorf in der polnischen Woiwodschaft Ermland-Masuren. Es gehört zur Gmina Barciany (Landgemeinde Barten) im Powiat Kętrzyński (Kreis Rastenburg).

## Geographische Lage
Wilkowo Małe liegt in der nördlichen Mitte der Woiwodschaft Ermland-Masuren, 15 Kilometer nordwestlich der Kreisstadt Kętrzyn (deutsch Rastenburg).

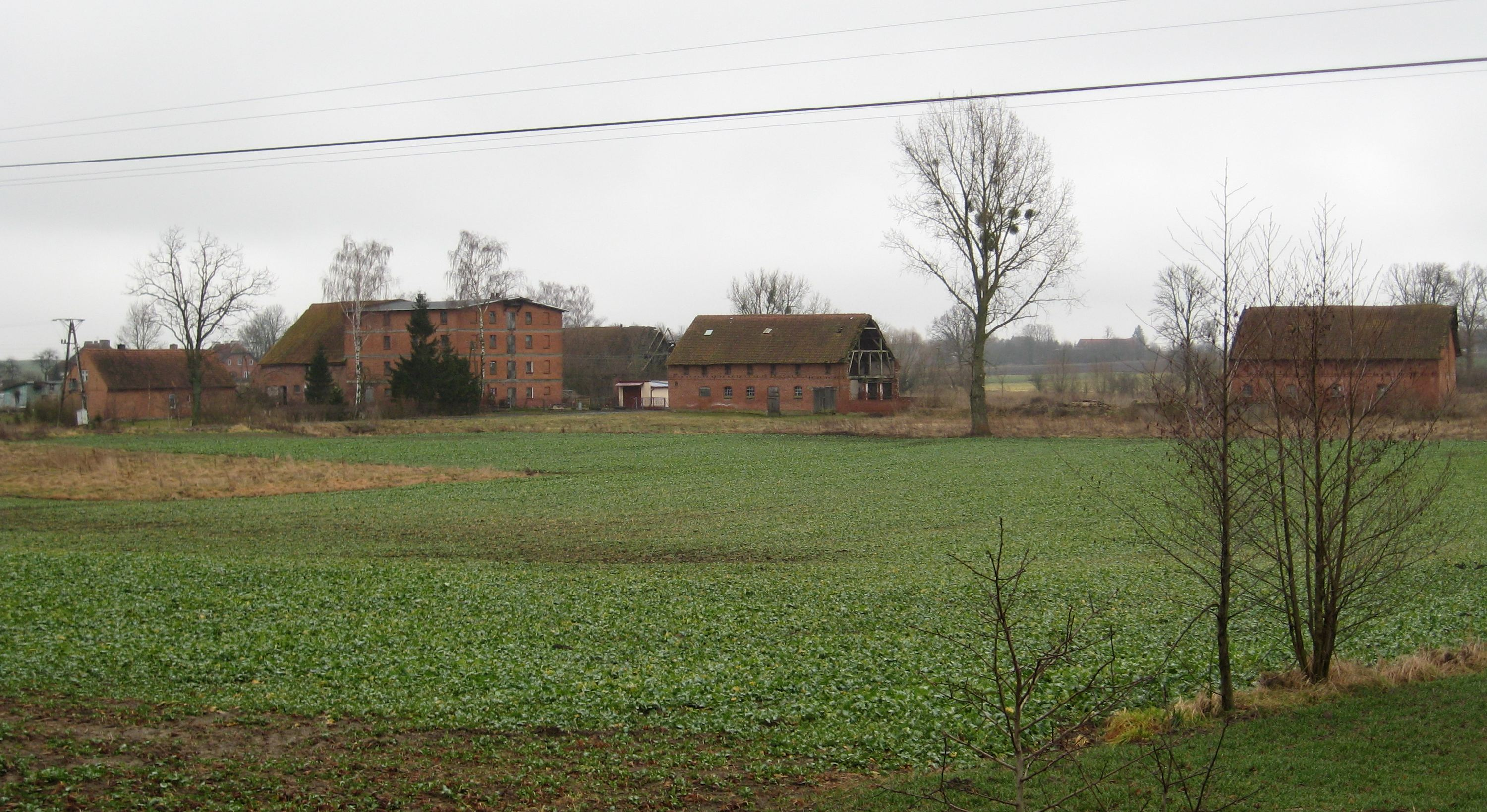
Teilansicht des Dorfes Wilkowo Małe (Klein Wolfsdorf)

## Geschichte
Klein Wolfsdorf war ein sehr großes Vorwerk und gehörte bis 1928 zum Gutsbezirk Dönhofstädt (polnisch Drogosze), danach bis 1945 zur gleichnamigen Landgemeinde im ostpreußischen Kreis Rastenburg. Im Jahre 1785 wurde es als „adlig Vorwerk mit 5 Feuerstellen“ genannt. 1820 waren hier 61, 1885 bereits 128, 1905 noch 101 Einwohner gemeldet.
In Kriegsfolge kam das Dorf 1945 mit dem gesamten südlichen Ostpreußen zu Polen und erhielt die polnische Namensform „Wilkowo Małe“. Heute ist es Sitz eines Schulzenamtes (polnisch Sołectwo) und somit eine Ortschaft im Verbund der Landgemeinde Barciany (Barten) im Powiat Kętrzyński (Kreis Rastenburg), bis 1998 der Woiwodschaft Olsztyn, seither der Woiwodschaft Ermland-Masuren zugehörig.

## Kirche
Bis 1945 war Klein Wolfsdorf in den Sprengel Groß Wolfsdorf der vereinigten evangelischen Kirchengemeinden Groß Wolfsdorf-Dönhofstädt in der Kirchenprovinz Ostpreußen der Kirche der Altpreußischen Union sowie in die katholische Kirche in Korschen (polnisch Korsze) im damaligen Bistum Ermland eingepfarrt.
Heute gehört Wilkowo Małe evangelischerseits zur Kirche Barciany (Barten), einer Filialgemeinde der Pfarrei Kętrzyn (Rastenburg) in der Diözese Masuren der Evangelisch-Augsburgischen Kirche in Polen, außerdem zur katholischen Pfarrei Drogosze (Dönhofstädt) im jetzigen Erzbistum Ermland.

## Verkehr
Wilkowo Małe liegt an einer Nebenstraße, die die Woiwodschaftsstraße 590 bei Drogosze (Ortsstelle Groß Wolfsdorf) über Kąpławki (Kamplack) mit der Woiwodschaftsstraße 591 (einstige deutsche Reichsstraße 141) bei Winda verbindet. Eine Bahnanbindung gibt es nicht.